# Epanagoga

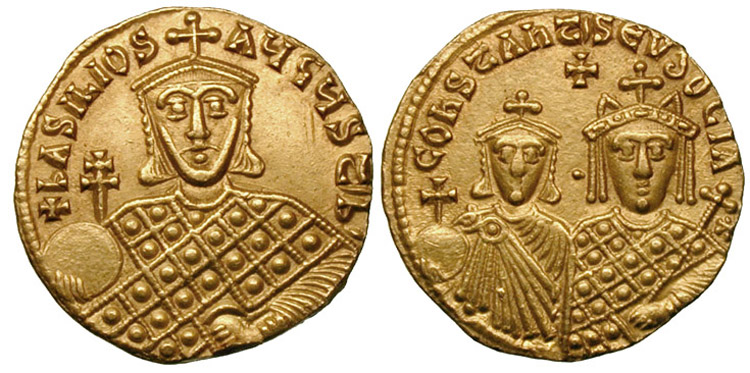
Soldo de ouro de r. e sua esposa Eudócia Ingerina

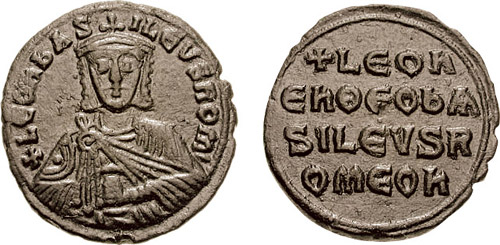
Fólis de r.

Epanagoga (em grego: Ἐπαναγωγή; romaniz.: Epanagogé; lit. "retornar ao ponto"), mais propriamente o Eisagoga (em grego: Εἰσαγωγή [τοῦ νόμου]; romaniz.: Eisagoge; lit. "introdução [à lei]") é um livro de jurisprudência bizantino promulgado em 886. Iniciado sob Basílio I, o Macedônio (r. 867–886), foi apenas completado sob seu filho e sucessor, Leão VI, o Sábio (r. 886–912). Como seu nome sugere, estava destinado a ser uma introdução para a legislação das Basílicas, publicado mais tarde durante o reinado de Leão.
O trabalho, organizado em 40 volumes, cobre quase todas as esferas do direito, e foi explicitamente designado para substituir a mais antiga Écloga, datando da iconoclasta dinastia isáurica. No entanto, desenha alguma inspiração do Écloga; a principal fonte, contudo, é o Código de Justiniano de Justiniano (r. 527–565), embora frequentemente pesadamente alterado. O patriarca Fócio trabalhou nesta compilação, e escreveu o prefácio e duas seções lidando com a posição e poderes do imperador bizantino e do patriarca; notadamente, os poderes do patriarca aparecem mais amplos que na legislação de Justiniano, tanto no que diz respeito ao imperador como em relação aos demais patriarcados da Pentarquia.
O Epanagoga foi retirado do uso oficial logo após sua publicação, sendo substituído pelo Próquiro (que foi anteriormente considerado um antecessor do Epanagoga) 20 anos depois, mas serviu como a base de vários livros de jurisprudência privados, tais como o Epanagoga Aumentado ou o Sintagma dos Cânones. Através de sua tradução para o eslavônico, o Epanagoga encontro caminho na lei canônica russa, incluindo o Kormchaya Kniga do século XIII. Suas provisões sobre a posição do patriarca e da Igreja cara a cara o governante temporal desempenhou um grande papel na controvérsia em torno do patriarca Nikon de Moscou no século XVII.